# 小島信久
小島 信久（こじま のぶひさ、1933年 - 2019年）は、日本の天文家、コメットハンター。

## 人物
愛知県一色町で中学校の理科教師をする傍らでシュミットカメラなどの撮影機材を自作し、周期彗星70P/小島彗星、C/1972 U1 小島彗星の2つの彗星を発見している。眼視での発見例が多い日本人捜索者の中で、初めて写真撮影により彗星を発見した日本人である。そのほか2010年にはNGC6189に、2011年にはNGC4076に超新星を発見している。小惑星(4351)のぶひさは、彼の名前にちなんでいる。